# Nato d'uomo e di macchina
Nato d'uomo e di macchina (Android Avenger) è un romanzo di fantascienza del 1965 di Ted White.
Il romanzo, appartenente al filone distopico, assieme al suo seguito La seconda missione di Bob Tanner appartiene al ciclo di Bob Tanner.

## Trama
(Nato d'uomo e di macchina)
Nel futuro anno 2017, il mondo ha subito profondi cambiamenti; seppure retto secondo principi democratici, di fatto il regime impone sulla popolazione un controllo eugenetico e dittatoriale. Delle sonde mentali dislocate nei luoghi pubblici e nelle strade, assicurano l'individuazione delle devianze. All'incirca ogni quattordici mesi, tutti coloro i quali siano stati individuati come antisociali, non omologati oppure fisicamente diversi dagli standard fissati, vengono giustiziati pubblicamente. Il controllo viene assicurato dal corpo dei "Censori", che provvedono a catturare i devianti individuati dalle sonde mentali e a imprigionarli. L'esecuzione avviene ad opera di una rappresentanza di cittadini chiamati a premere dei pulsanti tra cui vi è quello che determinerà la morte per fulminazione dei prigionieri.
Bob Tanner è uno dei precettati per le esecuzioni che, a Manhattan, si svolgono in un teatro dismesso di Broadway, ribattezzato l'"Arena". Nonostante la sua lunga esperienza, stavolta Bob esce dall'Arena sconvolto dallo sguardo che gli ha rivolto una ragazza prima di essere giustiziata. Ancora scosso dall'evento si distrae scendendo da un marciapiede mobile che costituisce uno dei principali mezzi di trasporto di superficie a New York. Inciampa rovinosamente procurandosi gravissime ferite ad una gamba. In ospedale si accorge che le lesioni stanno guarendo con rapidità innaturale e ascoltando i dialoghi di alcuni dottori, scopre di avere degli impianti artificiali al posto delle ossa. Preoccupato di poter essere scoperto dai censori quale deviante e di poter essere perciò giustiziato, fugge dall'ospedale aiutato da una bella donna a lui sconosciuta. Una forza misteriosa sembra essersi impadronita del suo corpo, dotandolo di una rapidità di riflessi e di una velocità sovrannaturali. Posseduto dalla forza si introduce in un appartamento e qui uccide con un raggio mortale scaturitogli improvvisamente dalla bocca, un uomo a lui sconosciuto, un certo Anton Wilson e poco dopo anche la sorella di questi, Barbara Wilson.
Immediatamente dopo il secondo omicidio sul luogo del delitto irrompe la donna già conosciuta in ospedale, Hoyden Nash, subito dopo raggiunta da un amico, Norman Edwards. Hoyden decide di mettere in salvo Bob prima dell'arrivo dei censori e lo porta al sicuro nel suo sontuoso appartamento mimetizzato nella zona più degradata di Brooklyn. I due provano immediata attrazione l'uno per l'altra ma la donna teme che Bob possa costituire un pericolo e perciò lo fa ubriacare prima di avere un rapporto con lui. Svegliatosi il giorno dopo, Hoyden si accorge che l'effetto dell'alcol è terminato e perciò lo stordisce nuovamente, stavolta con una pistola paralizzante. Bob si risveglia legato nel bagno quando viene nuovamente posseduto dalla forza; si libera dalle corde spezzandole con forza inaudita, non senza arrecarsi grossi danni alle braccia, e fugge dall'appartamento dopo aver colpito lievemente la donna. Impadronitosi dell'hovercraft di Hoyden, si dirige in una zona di Manhattan a lui non familiare, si introduce in un appartamento e qui, prima di cadere a terra svenuto, uccide con il raggio mortale un altro sconosciuto.
Si risveglia nell'appartamento di Hoyden: la donna gli dice di averlo recuperato svenuto e di averlo messo al sicuro ritenendolo incolpevole delle sue azioni. Parlando con Hoyden, Bob si rende conto di non avere ricordi più vecchi di alcuni mesi e di non rammentare nulla della sua infanzia; questa è la prova che i suoi ricordi sono artificiali e che lui è un androide. Hoyden rivela a Bob che l'uomo da lui assassinato si chiamava Arthur Willson e che era l'ultimo membro di una delle cinque famiglie chiave nella vicenda: gli stessi Willson gli Edwards, i Fleming, i Dodge, e i Nash. Hoyden rivela che gli omicidi sono stati orditi da suo padre ("Papà") che è capace di assumere il controllo del corpo di Bob per i suoi scopi. Hoyden tuttavia, non volendo tradire il padre, è restia a fornirgli ulteriori informazioni, perciò Bob decide di incontrare Norman Edwards per avere altre informazioni. Rintracciatolo telefonicamente lo raggiunge nel suo appartamento. Qui viene accolto dall'uomo in compagnia delle sorelle, Urula e Jakie che lo tengono sotto mira con delle armi da fuoco. Bob si accorge che il suo corpo sta per essere preso sotto controllo da Papà, cerca di mettere in guardia i tre che hanno il tempo di sparargli, prima di essere tutti uccisi dal raggio mortale scaturito dalla bocca di Bob.
Tanner vaga ferito per la città e trova rifugio per la notte a casa di una studentessa. La mattina dopo la ragazza apprende dal telegiornale di aver dato asilo a un ricercato e perciò lo denuncia ai censori che irrompono nell'appartamento arrestandolo. I censori ricevono l'ordine di portare Bob al "Complesso", l'immenso edificio nel quale è contenuto il computer che controlla tutte le attività della nazione. Bob finisce in cella con un bambino, un ragazzo e un malato mentale; tutti e quattro vengono giustiziati dopo poche ore.
Bob riprende coscienza all'interno di un taxi senza aver ricordo dell'esecuzione avvenuta. L'auto viaggia all'interno dei territori controllati dai "Bleeckers", una comunità di devianti rifugiatisi nelle periferie per sfuggire alla cattura dei censori. Quando il mezzo viene attaccato da una banda di Bleeckers, Bob riesce a fuggire e a rifugiarsi in una casa poco distante. Qui riceve ospitalità e fa amicizia con una ragazza, Valery, con la quale passa la notte. La mattina dopo scopre che la casa in cui ha dormito è in realtà una comune di Bleeckers e che non tutti i devianti sono disadattati, alcolizzati o criminali, come invece fatto credere. In realtà nelle periferie non controllate dall'establishment la popolazione si è riorganizzata all'insegna della libertà di pensiero e della realizzazione personale. Bob si congeda dai Bleeckers e con il loro capo, John Fleming, si incammina verso Manhattan. Improvvisamente John perde le sembianze umane e si trasforma in un automa per bocca del quale il computer centrale instilla in Bob il dubbio che il mondo non sia reale e che tutto sia un'illusione creata nella sua mente di androide dal computer stesso. Questa ipotesi viene suffragata delle esperienze oniriche e confuse vissute da Bob subito dopo.
Bob si risveglia nel complesso. Il computer gli rivela che tutte le vicende vissute dopo l'esecuzione erano sogni indotti per facilitare la riparazione del corpo artificiale durante il sonno e che Bob era stato creato per investigare e raccogliere informazioni che avrebbero permesso al computer di apportare i necessari cambiamenti alla società per il raggiungimento della felicità dei cittadini. I delitti commessi da Bob non sono stati voluti dal computer ma da qualcun altro che ha trovato il modo di controllarlo per compiere gli omicidi.
Uscito dal Complesso Bob si incontra con Hoyden; la ragazza confessa che dietro gli omicidi c'era suo padre, uno dei creatori del computer centrale. Durante la progettazione lui e altri tre ingegneri, Werner Edwards, John Fleming e Phil Dodge, avevano introdotto nel sistema un protocollo che avrebbe impedito alle sonde di rivelare eventuali devianze di loro quattro e di tutti i loro discendenti. Papà, il cui vero nome è Gilbert Nash, ha deciso di uccidere tutti i componenti delle altre famiglie per permettere a lui e alla figlia, ignara di tutto, di assumere il controllo della nazione uccidendo preventivamente i potenziali concorrenti.
Bob e Hoyden decidono di catturare Papà per impedirgli di nuocere ancora ma Gilbert Nash cerca di ostacolarli; assumendo il controllo di un elicottero dei censori, abbatte l'hovercraft su cui viaggia Bob, che però si salva e, utilizzando i poteri sovrumani, riesce ad arrivare nel luogo da dove Gilbert Nash dirige gli attacchi. Nel frattempo Hoyden ha raggiunto il padre e sta per essere eliminata dal suo stesso genitore quando Bob interviene in modo provvidenziale, mettendo prima in fuga Papà e poi costringendolo al suicidio per non essere catturato dall'androide.
Hoyden e Bob, oramai liberi dalle interferenze di Gilbert Nash, decidono di provare a riportare la libertà e la felicità nella società, stavolta con la collaborazione dello stesso computer centrale conscio degli errori commessi.

## Personaggi
Robert "Bob" TannerL'androide protagonista del romanzo.
Hoyden NashInnamorata di Bob, è la figlia di Gilbert Nash.
Gilbert NashUno dei programmatori del computer centrale, vuole impossessarsi del potere eliminando tutti i potenziali ostacoli.
Il Computer centraleÈ stato programmato per la felicità della popolazione ma ha mancato l'obiettivo instaurando invece un regime oppressivo. Si rende conto degli errori e tenterà di porvi rimedio con l'aiuto di Bob Tanner.

## Edizioni
- Ted White, Nato d'uomo e di macchina, collana Urania n. 794, Mondadori, 1979,  p. 152.